# 西罗萨里奥
西罗萨里奥是巴西马托格罗索州的一个市镇。总面积8802.047平方公里，总人口17896人，人口密度2人/平方公里。